# デンマークの島の一覧
デンマークの島の一覧（デンマークのしまのいちらん）では、デンマークに属する島の一覧について記述する。

## 主要な島
本土近くの島には、
- シェラン島
- ヴェンシュセルチュー島
- フュン島
- ロラン島
- ボーンホルム島
- ファルスター島
- フェヌー島
- モース島
- アルス島
- ランゲラン島
- ムーン島（デンマーク語版）
- レム島
- レス島
- サムセー島
- トーシンエ島
- ヴェヌー島
- アンホルト島
- エーロ島（英語版）
- アマー島

などがある。
本土から遠く離れた島には、
- グリーンランド
- フェロー諸島

がある。